# NGC 387
NGC 387 est une galaxie elliptique située dans la constellation des Poissons. NGC 387 a été découverte par l'astronome irlandais Lawrence Parsons en 1873.

## Caractéristiques
Sa vitesse par rapport au fond diffus cosmologique est de 4 411 ± 31 km/s, ce qui correspond à une distance de Hubble de 65,1 ± 4,6 Mpc (∼212 millions d'al).

## Arp 331 et le groupe de NGC 452

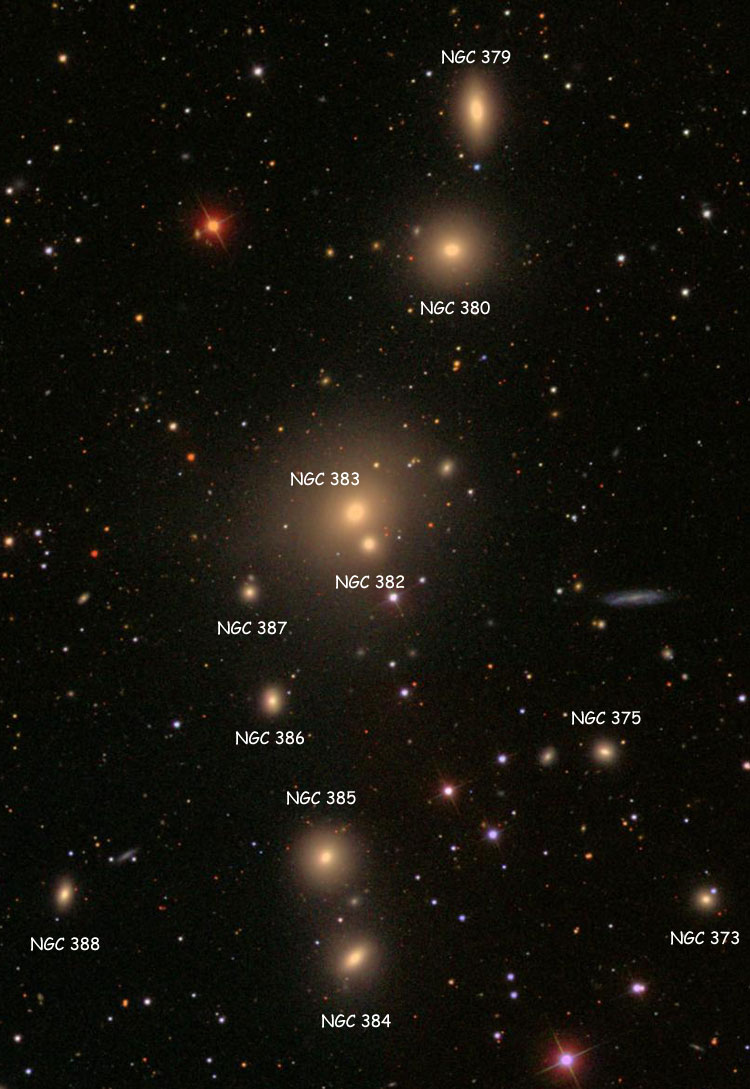
La chaîne de galaxies Arp 331. (SDSS)

NGC 387 avec les galaxies NGC 375, NGC 379, NGC 380, NGC 382, NGC 383, NGC 384, NGC 385, NGC 386 et NGC 388 ont été inscrites dans l'atlas Arp sous la cote Arp 331. L'Atlas Arp cite Arp 331 comme un exemple d'une chaine de galaxies. Puisque NGC 375 est à environ 80,2 Mpc (∼262 millions d'al) et NGC 384 à environ 58,0 Mpc (∼189 millions d'al) de nous, certaines des galaxies d'Arp 331 sont très éloignées entre elles. Les galaxies de cette chaine n'appartiennent donc pas toutes à un groupe de galaxies, mais plusieurs d'entre elles font partie du groupe de NGC 452. Même si NGC 387 ne figure pas dans la liste de l'article d'Abraham Mahtessian publié en 1998, il est fort probable qu'elle fasse partie de ce groupe. En effet, elle est dans la même région de la sphère céleste et elle est à environ 64,5 Mpc (∼210 millions d'al) de nous, une distance semblable à la distance moyenne qui nous sépare du groupe, soit environ 69,9 Mpc (∼228 millions d'al).